# П'єр Дарю
П'єр-Антуан-Ноель-Матьє Брюно Дарю (фр. Pierre-Antoine-Noël-Mathieu Bruno Daru; 12 січня 1767—1829) — генерал-інтендант армії Наполеона під час походу в Росію, пер Франції, прем'єр-міністр Франції під час Ста днів.
Народився 12 січня 1767 року в Монпельє, син начальника поліції Тулузи.
У військову службу вступив в 1783 році сублейтенантом в кавалерію. Брав участь у Великій французької революції на боці повстанців, проте під час терору був заарештований. Після звільнення знову повернувся на військову службу і був секретарем військового міністра. Під час війни 1799—1800 років в Італії прибував при Наполеоні.
У 1806 році Дарю був призначений генерал-квартирмейстером французької армії в Пруссії, а в 1809 році обіймав ту саму посаду в підкореної Австрії. 23 травня 1809 року одержав графський титул і 30 червня 1811 нагороджений великим офіцерським хрестом ордена Почесного легіону. Крім того, з 1804 року Дарю мав чин державного канцлера, з 1805 року був членом Державної ради Франції і з 1806 року був членом французької Академії наук.
У кампанії 1812 року в Росії Дарю займав посаду генерал-квартирмейстера Великої армії. Після Смоленської битви він радив Наполеонові відмовитися від подальшого походу, оскільки вважав, що комунікації надмірно розтягнуті і не забезпечені і це буде дуже ускладнювати постачання армії взимку, але його доводи не були прийняті до уваги. Коли французи зайняли Москву, Дарю знову пропонував відмовитися від подальших дій, стверджуючи, що необхідно зміцнитися в Москві і зимувати в ній, стягнувши туди все проміжні магазини. Також він вважав за потрібне посилити армію за рахунок частин, що стояли в Литві. Однак і на цей раз Наполеон не послухав його порад, що призвело Велику армію до катастрофи.
У 1813 році Дарю був призначений міністром військового постачання. При першому зреченні Наполеона Дарю залишився на військовій службі і при Людовіку XVIII був генерал-квартирмейстером французької армії. Після прибуття Наполеона до Франції Дарю підтримав його повернення до влади, був призначений прем'єр-міністром і прибував при Наполеоні на всьому протязі кампанії Ста днів.
Коли Бурбони повернулися, Дарю був відсторонений від усіх займаних посад і лише в 1819 році призначений пером Франції.
Помер 5 вересня 1829 року.
Згодом ім'я Дарю було вибито на Тріумфальній арці в Парижі.